# Mel Fisher
 (août 2019).
Si vous disposez d'ouvrages ou d'articles de référence ou si vous connaissez des sites web de qualité traitant du thème abordé ici, merci de compléter l'article en donnant les références utiles à sa vérifiabilité et en les liant à la section « Notes et références ».
Pour les articles homonymes, voir Fisher.
Mel Fisher (21 août 1922 – 19 décembre 1998) est un chercheur de trésor américain. En juillet 1985, il a notamment découvert un galion espagnol datant de 1620 et chargé d'un véritable trésor, naufragé au large de Key West : le Nuestra Señora de Atocha.